# West Wiltshire
West Wiltshire – były dystrykt w hrabstwie Wiltshire w Anglii. W 2001 roku dystrykt liczył 118 150 mieszkańców.

## Civil parishes
- Atworth, Bishopstrow, Boyton, Bradford-on-Avon, Bratton, Brixton Deverill, Broughton Gifford, Bulkington, Chapmanslade, Chitterne, Codford, Corsley, Coulston, Dilton Marsh, Edington, Great Hinton, Heytesbury, Heywood, Hilperton, Holt, Horningsham, Keevil, Kingston Deverill, Knook, Lands common to the parishes of Broughton Gifford and Melksham Without, Limpley Stoke, Longbridge Deverill, Melksham, Melksham Without, Monkton Farleigh, North Bradley, Norton Bavant, Semington, Sherrington, South Wraxall, Southwick, Staverton, Steeple Ashton, Stockton, Sutton Veny, Trowbridge, Upton Lovell, Upton Scudamore, Warminster, West Ashton, Westbury, Westwood, Wingfield i Winsley[2].